# Gnæus Mallius Maximus
Gnæus Mallius Maximus var en romersk politiker og general. Han var en novus homo ("opkomling") da han blev valgt til consul for den romerske republik i 105 f.Kr. Han trak Gallia Narbonensis som sin provins det år. Han blev besejret af kimbrere i slaget ved Arausio (6. oktober 105 f.Kr.), hvor han mistede begge sine sønner og blev stillet for en rigsret hjemme i Rom, anklaget for at have mistet sin hær. Selvom det er uklart, om han blev dømt ved retssagen og gik i eksil, aquae et ignis interdictio af en rogatio af Saturninus. Dvs. at han senere Cicero blev "nægtet vand og ild". Det var den formulering, der blev anvendt ved landsforvisning.

## Fodnoter
1. ↑  Gordon P. Kelly, A History of Exile in the Roman Republic (Cambridge University Press, 2006), s. 175.

| Biografi | Spire Denne biografi er en spire som bør udbygges. Du er velkommen til at hjælpe Wikipedia ved at udvide den. |